# Comité Consultatif International Télégraphique et Téléphonique
Das Comité Consultatif International Télégraphique et Téléphonique (CCITT; deutsch Internationaler Beratender Ausschuss für den Telegrafen- und Telefondienst; früher: Internationaler Telegraphenverein) ist eine inzwischen veraltete, aber oft erwähnte Bezeichnung für eines der technischen Komitees der ITU (International Telecommunication Union; deutsch Internationale Fernmeldeunion).
Dieses Komitee nennt sich heute ITU-T (ITU Telecommunication Standardization Sector) und ist diejenige Abteilung der ITU, die technische Normen, Standards und Empfehlungen für alle Gebiete der Telekommunikation erarbeitet. Die ITU-T besteht seit dem 1. März 1993. Die Ursprünge des CCITT gehen zurück auf das Jahr 1865.

## Geschichte
Ursprünglich gegründet als Internationaler Telegraphenverein (französisch Union internationale du télégraphe UIT, englisch International Telegraph Union ITU) am 17. Mai 1865 auf der Convention télégraphique internationale (englisch International Telegraph Conference, deutsch Telegraphenkongress) in Paris, entstand das CCITT Ende 1956 aus dem Zusammenschluss der Beratenden Ausschüsse CCIF (für den Fernsprechdienst, gegründet 1924) und CCIT (Comité Consultatif International Télégraphique, für den Telegrafendienst, gegründet 1925). Es war eine ständige Einrichtung der ITU mit eigener Organisation. Die vertraglichen Grundlagen waren im Artikel 15 des Internationalen Fernmeldevertrages von Montreux 1965 enthalten.

## Aufgaben
Die Aufgaben des CCITT waren das Studium technischer Fragen, Betriebs- und Gebührenfragen in Bezug auf Telegrafie und Fernsprechen und die Herausgabe von Empfehlungen zur günstigsten Lösung dieser Fragen. Die Empfehlungen wurden in Studienkommissionen, die von der Vollversammlung eingesetzt wurden, vorbereitet und in der Vollversammlung beschlossen. Alle Mitgliedsländer der ITU konnten an den Vollversammlungen und an den Arbeiten und Beratungen der Studienkommissionen teilnehmen.

## Die Einrichtungen des CCITT

### Vollversammlung
Die Vollversammlung trat in der Regel alle drei Jahre zusammen. Sie wählte etwa alle sechs Jahre den Direktor, setzte die Studienkommission ein und erteilte ihnen Aufträge. Die Ergebnisse der Vollversammlungen waren als Empfehlungen, Berichte und so weiter in so genannten „Farbbüchern“ niedergelegt, wobei die Farbe des Einbandes die jeweiligen Studienperiode kennzeichnete. Vor dem Zusammenschluss des CCIF und CCIT gaben die beiden Ausschüsse zum Abschluss jeder Studienperiode noch verschiedenfarbige Bücher heraus. Von 1957 bis 1964 erschienen beim CCITT dann die so genannten „Rotbücher“ und danach die so genannten „Blaubücher“.

### Direktor und Sekretariat
Der Direktor leitete das CCIT und koordinierte die Arbeiten der Vollversammlung und der Studienkommission. Das Fachsekretariat unterstützte den Direktor und erledigte die laufenden Verwaltungsarbeiten.

### Kommissionen
Die Studienkommissionen wurden zu notwendigen Untersuchungen von der Vollversammlung eingesetzt. Ende der 1960er Jahre gab es folgende Studienkommissionen:
I. Telegrafenbetrieb und -gebühren (einschließlich Telexdienst)
II. Fernsprechbetrieb und -gebühren
III. Allgemeine Gebührengrundsätze, Vermietung von Fernmeldeleitungen
IV. Unterhaltung des internationalen Fernmeldenetzes
V. Schutz gegen elektromagnetische Beeinflussung (Gefährdung und Störung) der Fernmeldeanlagen
VI. Schutz und Eigenschaften der Kabelmäntel und der Maste
VII. Begriffsbestimmungen und Symbole
VIII. Telegrafenapparate
IX. Telegrafieübertragungsgüte, Eigenschaften der Geräte und Richtlinien für die Unterhaltung der Telegrafiekanäle
X. Telegrafievermittlung
XI. Fernsprechvermittlung und -zeichengabe
XII. Fernsprechübertragungsgüte und Fernsprechortsnetze
XIII. Halb- und vollautomatische Fernsprechnetze
XIV Faksimiletelegrafieübertragung und -einrichtungen
XV. Übertragungssysteme
XVI. Fernsprechleitungen
außerdem drei Sonderkommissionen
a) Datenübertragung
b) Weltweites halb- und vollautomatisches Fernsprechnetz
c) Geräusche (gemischte Sonderkommission CCITT/CCIR)
ferner fünf gemischte Kommissionen CCITT/CCIR.
Weltweite Plankommission und Regionale Plankommissionen für Europa und den Mittelmeerraum, für Afrika, für Asien und Ozeanien, für Lateinamerika, ferner die gemischte Kommission CCIR/CCITT, CMTT, Fernsehübertragung auf große Entfernungen. Die meisten Kommissionen hatten noch eine Reihe von Arbeitsgruppen unter sich. Daneben bestanden fünf selbständige Sonderarbeitsgruppen. Die Arbeitsgruppen waren zum Teil gemischt.

### Laboratorien
Die Laboratorien und technischen Anlagen, die von der ITU eingerichtet wurden.